# 295
El año 295 (CCXCV) fue un año común comenzado en martes del calendario juliano, en vigor en aquella fecha.
En el Imperio romano el año fue nombrado como el del consulado de Tusco y Anulino o, menos comúnmente, como el 1048 Ab urbe condita, siendo su denominación como 295 posterior, de la Edad Media, al establecerse el Anno Domini.

## Acontecimientos
- Tuoba Yi Tuo se convierte en caudillo de la tribu china Tuoba.
- Petra se vuelve a unir a la provincia de Palestina, y se convierte al Cristianismo por obra del monje sirio Barsauma.

## Fallecimientos
- Maximiliano de Tébessa
- Susana de Roma